# Tour de France (filme)
Tour de France é um filme de drama produzido na França, dirigido por Rachid Djaïdani e lançado em 2016. Foi exibido na seção Quinzena dos Realizadores, no Festival de Cannes 2016.

## Elenco
- Gérard Depardieu